# Europees kampioenschap zeilwagenrijden 1992
Het Europees kampioenschap zeilwagenrijden 1992 was een door de Internationale Vereniging voor Zeilwagensport (FISLY) georganiseerd kampioenschap voor zeilwagenracers. De 30e editie van het Europees kampioenschap vond plaats in het Britse Lytham St Annes. 

## Uitslagen
| klasse     | Goud                   | Zilver           | Brons           |
| ---------- | ---------------------- | ---------------- | --------------- |
| Klasse 2   | John Andrews           | Pascal Demuysere | Henri Demuysere |
| Klasse 3   | Bertrand Lambert       | Dough Nicholls   | Jan Leye        |
| Klasse 5 ♂ | Jean-Philippe Krischer | Tadeg Normand    | M. Sidey        |
| Klasse 5 ♀ | Caroline Saint Venant  | Paula Amold      | Myriam Becquet  |

1963 ·
1964 ·
1965 ·
1966 ·
1967 ·
1968 ·
1969 ·
1970 ·
1971 ·
1972 ·
1973 ·
1974 ·
1975 ·
1976 ·
1977 ·
1978 ·
1979 ·
1980 ·
1981 ·
1982 ·
1983 ·
1984 ·
1985 ·
1986 ·
1987 ·
1988 ·
1989 ·
1990 ·
1991 ·
1992 ·
1993 ·
1994 ·
1995 ·
1996 ·
1997 ·
1998 ·
1999 ·
2000 ·
2001 ·
2002 ·
2003 ·
2004 ·
2005 ·
2006 ·
2007 ·
2009 ·
2010 ·
2011 ·
2013 ·
2015 ·
2016 ·
2017 ·
2019 ·
2020 ·